# 蘭扎恩地茂野生動物保護區
蘭扎恩地茂野生動物保護區（Lanjak Entimau Wildlife Sanctuary）位於马来西亚砂拉越，面積168,758公頃（417,010英畝），位於砂拉越西南部，界於北緯1°19'至1°51'，東經111°53'至112°28'E之間。蘭扎恩地茂野生保護區南方與峇當艾國家公園相鄰，東南方與印度尼西亚的倍吞克理渾國家公園相鄰。
蘭扎恩地茂野生動物保護區境內有兩條主要河流拉让江與卢帕河，區內地勢為崎嶇不平的丘陵，包含拉让江與卢帕河的分水嶺。保護區海拔由60（200英尺）至1,284（4,213英尺），最高點為海拔1,284（4,213英尺）的兰贾山。
蘭扎恩地茂野生動物保護區與附近的峇當艾國家公園估計共有1,400隻紅毛猩猩，為重要的紅毛猩猩保護區，另外重點保育動物為犀鳥。當地存在偷獵和非法採伐的問題，但如果不加以監控，情況可能會變得很嚴重。
蘭扎恩地茂野生動物保護區成立於1983年2月；2004年，蘭扎恩地茂野生動物保護區與印度尼西亞的倍吞克理渾國家公園合組「婆羅洲的熱帶雨林跨境遺產」，並列入世界遺產的預備名單。

## 外部連結
- （英文） 蘭扎恩地茂野生保護區官方網站 （页面存档备份，存于）